# Lanius cristatus
L'averla bruna (Lanius cristatus Linnaeus, 1758) è un uccello passeriforme della famiglia Laniidae.

## Etimologia
Il nome scientifico della specie, cristatus, deriva dal latino e significa appunto "munito di cresta", in riferimento alla calotta cranica colorata.

## Descrizione

### Dimensioni
Misura 17-20 cm di lunghezza, per 27-30 g di peso: a parità d'età, le femmine sono lievemente più grosse e pesanti rispetto ai maschi.

### Aspetto
Si tratta di uccelli dall'aspetto robusto e massiccio, muniti di grossa testa ovale e allungata con becco forte e uncinato piuttosto lungo, la quale sembra incassata direttamente nel torso: le zampe sono forti e piuttosto corte, le ali sono arrotondate e la coda è lunga circa la metà della lunghezza totale dell'animale, sottile e dall'estremità squadrata.

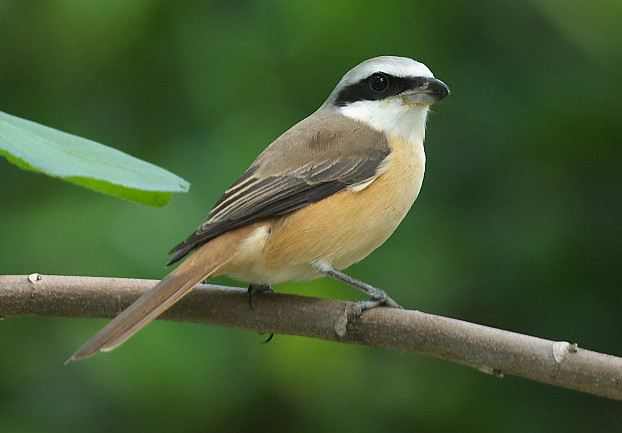
Maschio in Giappone.

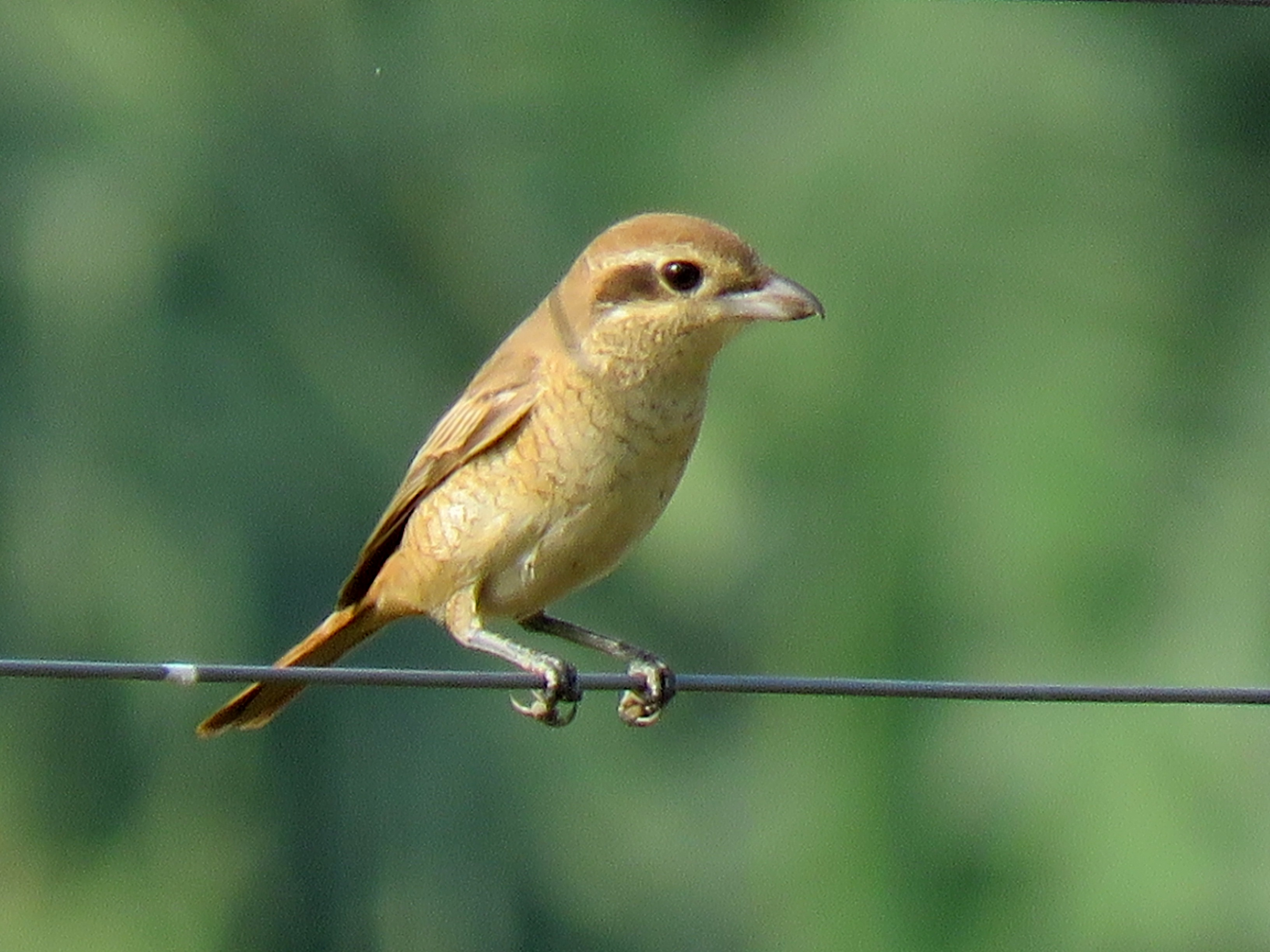
Femmina in India.

Il piumaggio presenta dimorfismo sessuale: nei maschi fronte, vertice e nuca sono di colore bruno-grigiastro, che sfuma in un bruno più carico su dorso e ali (con queste ultime che presentano remiganti più scure e tendenti al color bruno-cannella scuro, mentre il codione mostra evidenti sfumature rossicce), il quale tende a scurirsi sulla coda (che è dello stesso colore delle ali, con sottocoda e basso ventre di color bianco-sabbia) e a schiarirsi su petto e fianchi, che presentano sfumature color albicocca. La gola ed i lati del collo sono di colore bianco: bianco è anche il sopracciglio, che sovrasta una mascherina facciale nera che si estende dai lati del becco all'orecchio passando attraverso gli occhi. A differenza delle altre specie di averla con le quali condivide il proprio areale e con le quali può essere confusa, l'averla bruna manca di specchio alare bianco.

Nelle femmine rimangono i pattern generali nella colorazione (colorazione più scura dorsalmente e più chiara ventralmente, mascherina facciale, sopracciglio chiaro), tuttavia manca il nero (con la mascherina facciale che è di color cioccolata e spesso è limitata all'area posteriore degli occhi, orecchie e guance) ed il bianco cefalico e ventrale tende piuttosto al giallino, con le penne di petto e fianchi dagli orli lievemente più scuri a dare all'area un aspetto a scaglie.
Al di là del dimorfismo sessuale, nella specie è presente una certa variabilità geografica nel piumaggio: le popolazioni settentrionali presentano colorazione più calda (con sfumature rossicce su calotta, dorso e fianchi e aree bianche facciali più estese) e quelle meridionali più grigie e con area ventrale più chiara, sopracciglio più stretto e spesso punta della coda bianca.
Entrambi i sessi presentano becco nero con metà basale della mandibola inferiore ed orlo basale di quella superiore di colore grigio-perla, zampe bruno-nerastre ed occhi di colore bruno scuro.

## Biologia

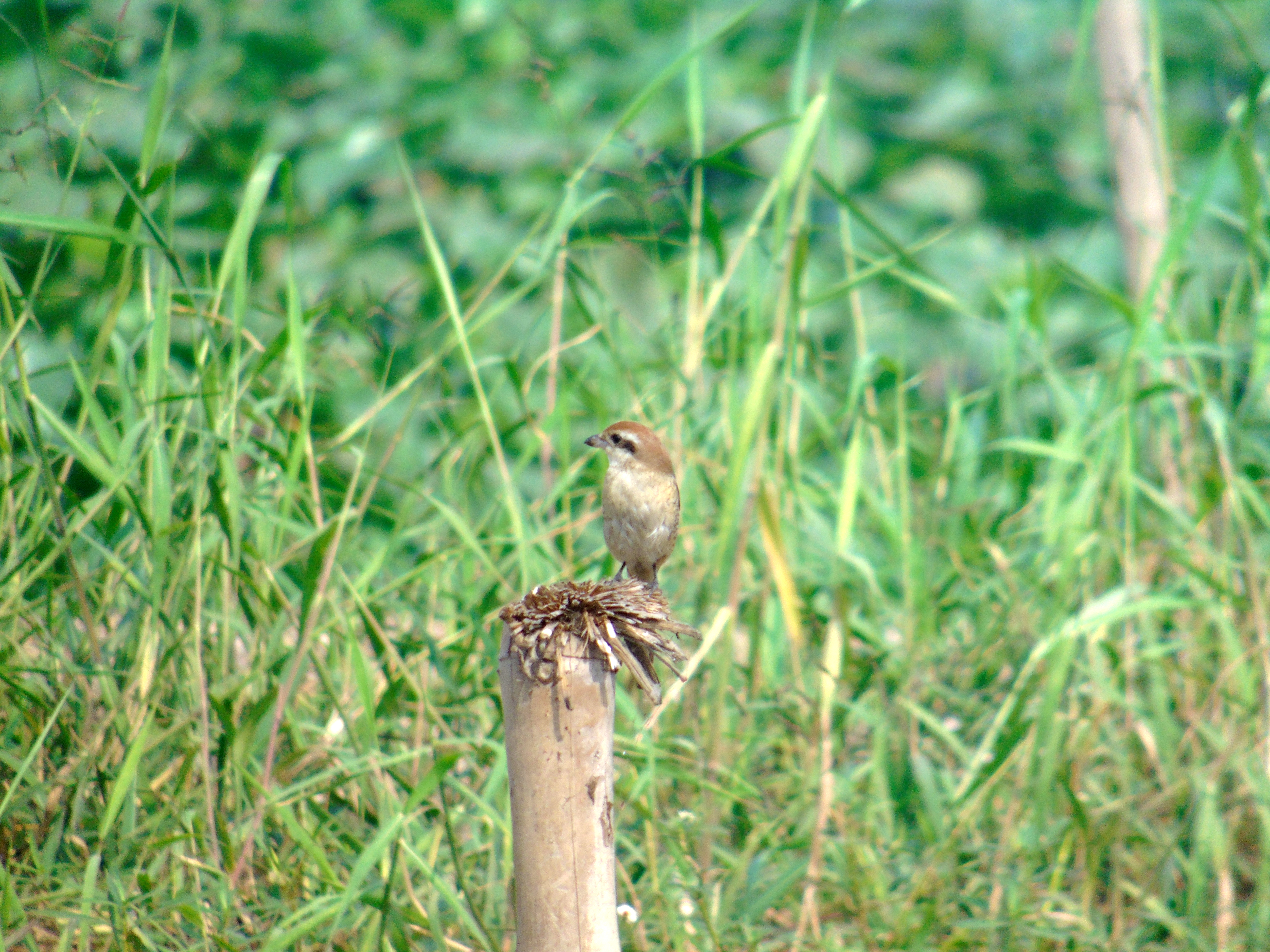
Esemplare sorveglia il territorio nel distretto di Howrah.

L'averla bruna è uccello dalle abitudini di vita essenzialmente diurne, che vive da solo o in coppie in territori che vengono accanitamente difesi dagli intrusi: questi animali passano la maggior parte del tempo appollaiati su un posatoio in evidenza nel proprio territorio, dal quale possono essere facilmente avvistati dalle altre averle nelle vicinanze (che quindi sono scoraggiate dall'invadere il territorio altrui), ed allo stesso tempo possono tenere d'occhio i paraggi alla ricerca di eventuali prede che si trovassero a passare nei dintorni.
Dal proprio posatoio, non di rado l'averla bruna lascia udire il proprio richiamo a scopo territoriale: quest'ultimo si compone di lunghe serie di aspri e veloci cicalecci, che divengono più alti all'approssimarsi di un intruso. Se quest'ultimo non desiste dall'intento di entrare in un territorio non suo nonostante i richiami e le parate minacciose che ad essi seguono viene immediatamente aggredito a beccate e colpi d'ala e d'artigli.

Dopo l'arrivo nei siti di svernamento, i richiami divengono più sommessi e simili a quelli dello storno roseo: l'animale mantiene il becco chiuso mentre canta, con la gola che pulsa nel processo e la coda che si muove dall'alto verso il basso.

### Alimentazione

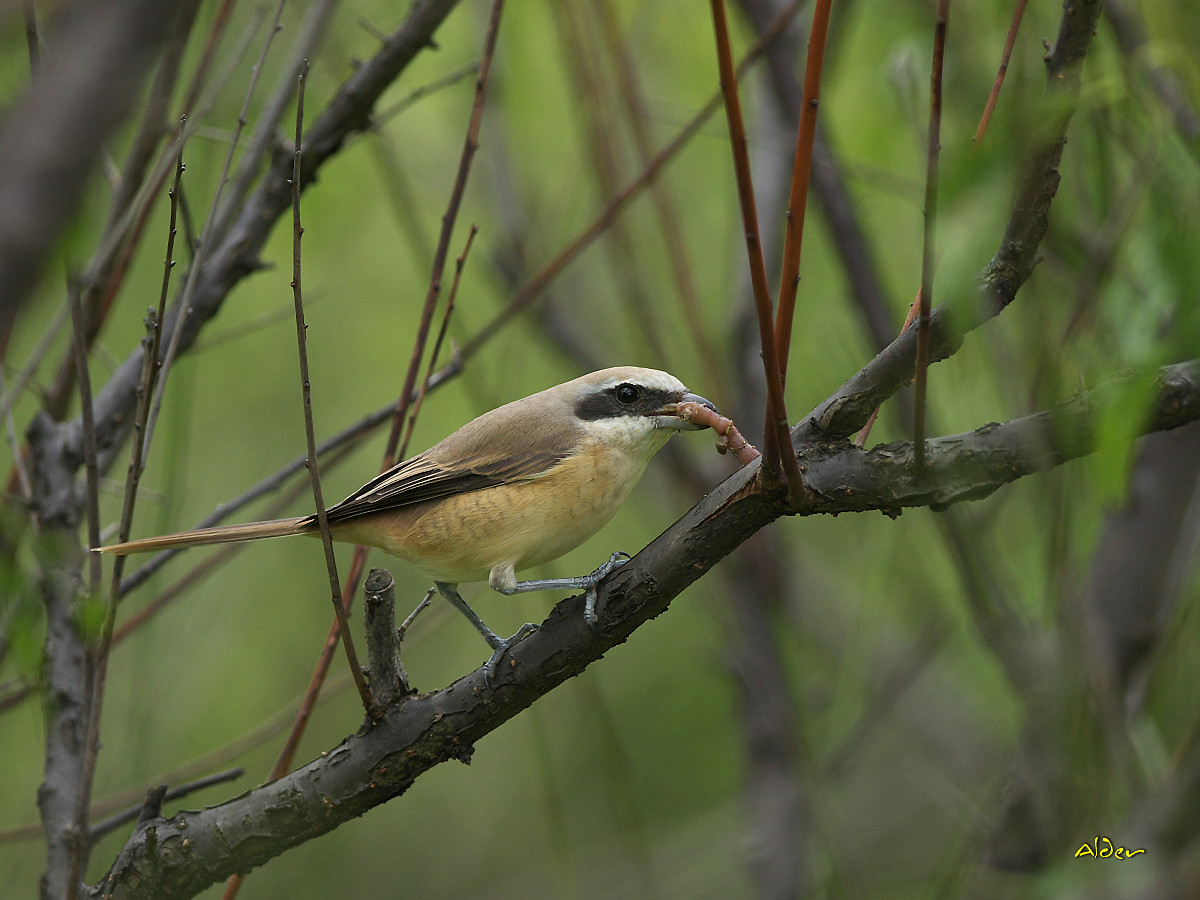
Maschio con lombrico nel becco.

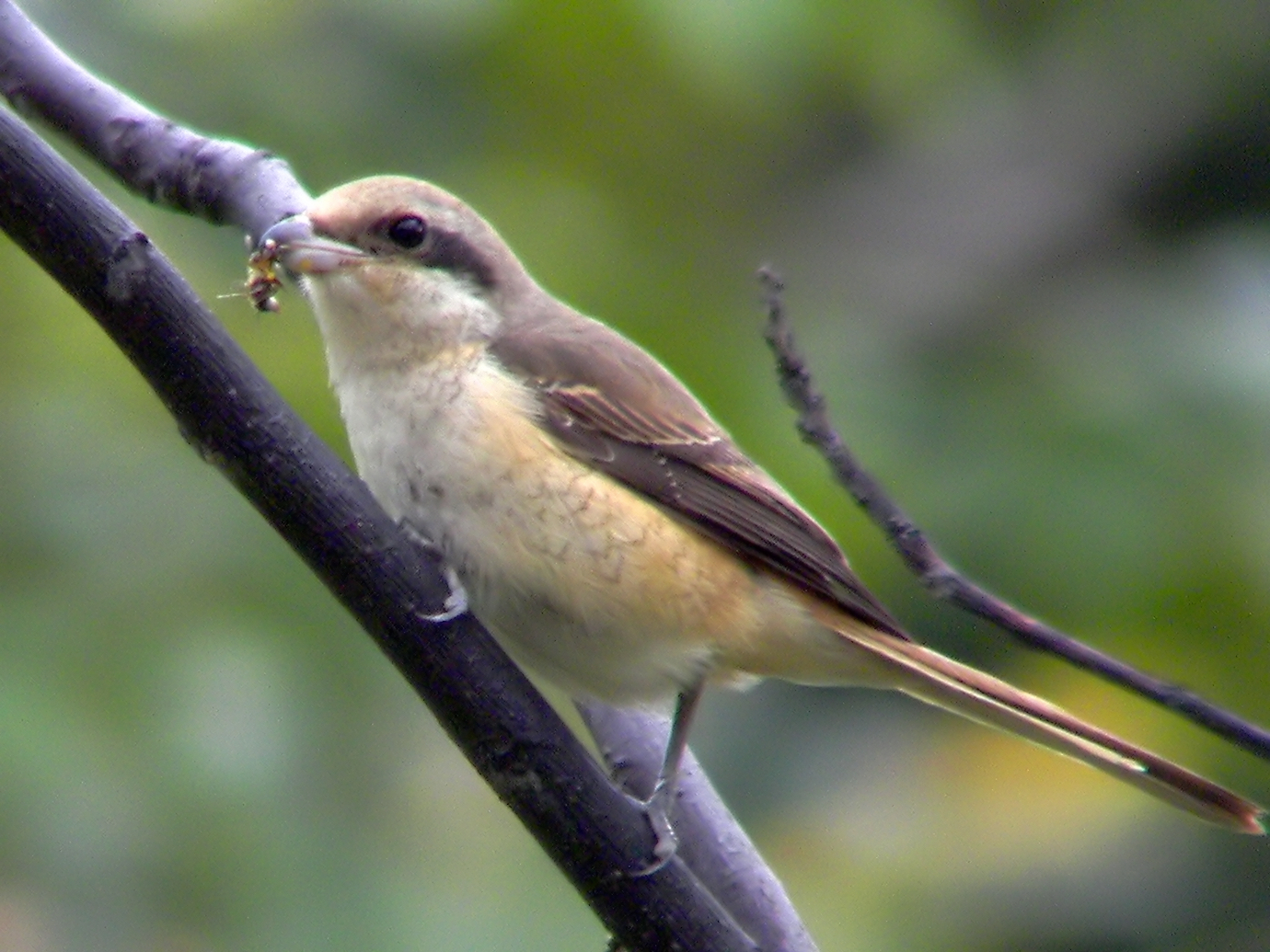
Esemplare con cibo nel becco.

L'averla bruna è un uccello carnivoro e predatore: questi uccelli, similmente a quento osservabile un po' in tutte le averle, sono soliti passare molto tempo appollaiati su di un posatoio in evidenza osservando i dintorni, pronti a planare verso il suolo per ghermire le eventuali prede di passaggio. Come molte altre specie congeneri, anche l'averla bruna è solita spezzettare le prede di maggiori dimensioni ed impalarle (assieme a tutto il resto del cibo in eccesso) infilzandole in cespugli spinosi o filo spinato.
La dieta di questi uccelli si compone perlopiù di insetti (in maggioranza cavallette, farfalle e coleotteri) ed altri invertebrati: talvolta, le averle brune predano anche piccoli invertebrati (soprattutto lucertole), e in un singolo caso sono stati osservati resti di un occhialino fra le riserve di cibo impalate di uno di questi animali.

### Riproduzione
Si tratta di uccelli monogami, le cui coppie si ritrovano anno dopo anno nei territori riproduttivi, mostrando verso di essi grande filopatria e dove giungono grossomodo sempre nello stesso periodo con grande precisione, competendo con le altre coppie per conservarli.

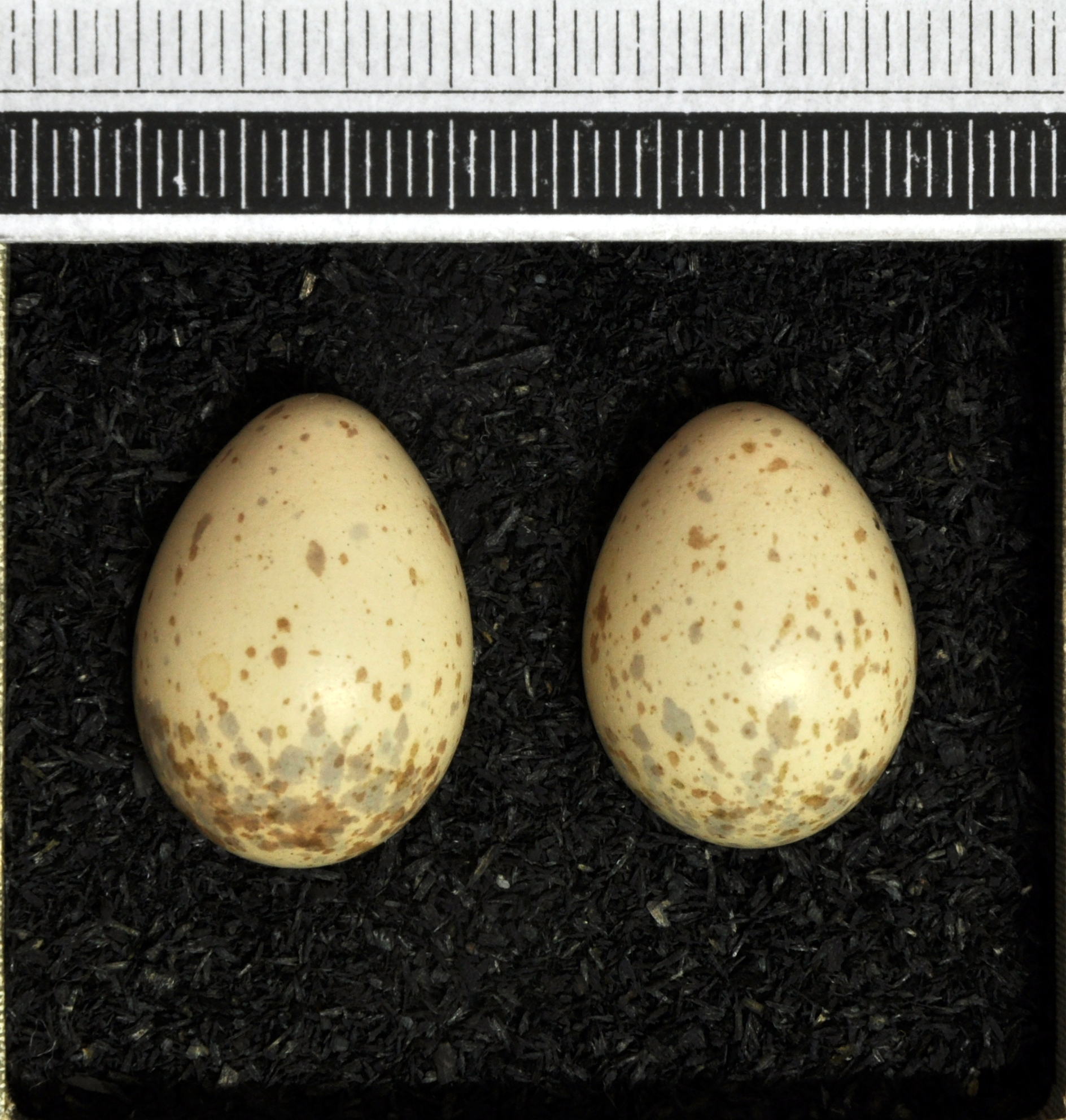
Uova al museo Wiesbaden.

La stagione riproduttiva comincia in maggio (circa un mese più tardi nelle aree più settentrionali dell'areale) e si protrae per tutta l'estate boreale: durante questo periodo, viene generalmente portata avanti una singola covata.

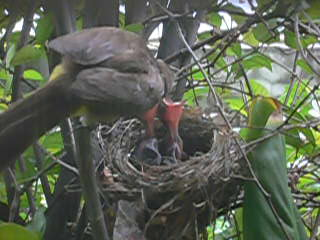
Nido con pulli.

Il nido, a forma di coppa, viene costruito nella parte terminale di un ramo d'albero o di cespuglio da ambedue i sessi, intrecciando rametti e fibre vegetali e foderando la parte interna con materiale più soffice: al suo interno, la femmina depone 3-6 uova di colore beige, munite di sparsa variegatura più scura in particolare sul polo ottuso, che essa (nutrita e protetta dal maschio) provvede a covare per un paio di settimane, al termine delle quali schiudono pulli ciechi ed implumi.

I nidiacei vengono nutriti e accuditi da ambo i genitori: in tal modo, essi divengono in grado d'involarsi a una ventina di giorni dalla schiusa, rendendosi del tutto indipendenti a poco più di un mese di vita.

## Distribuzione e habitat

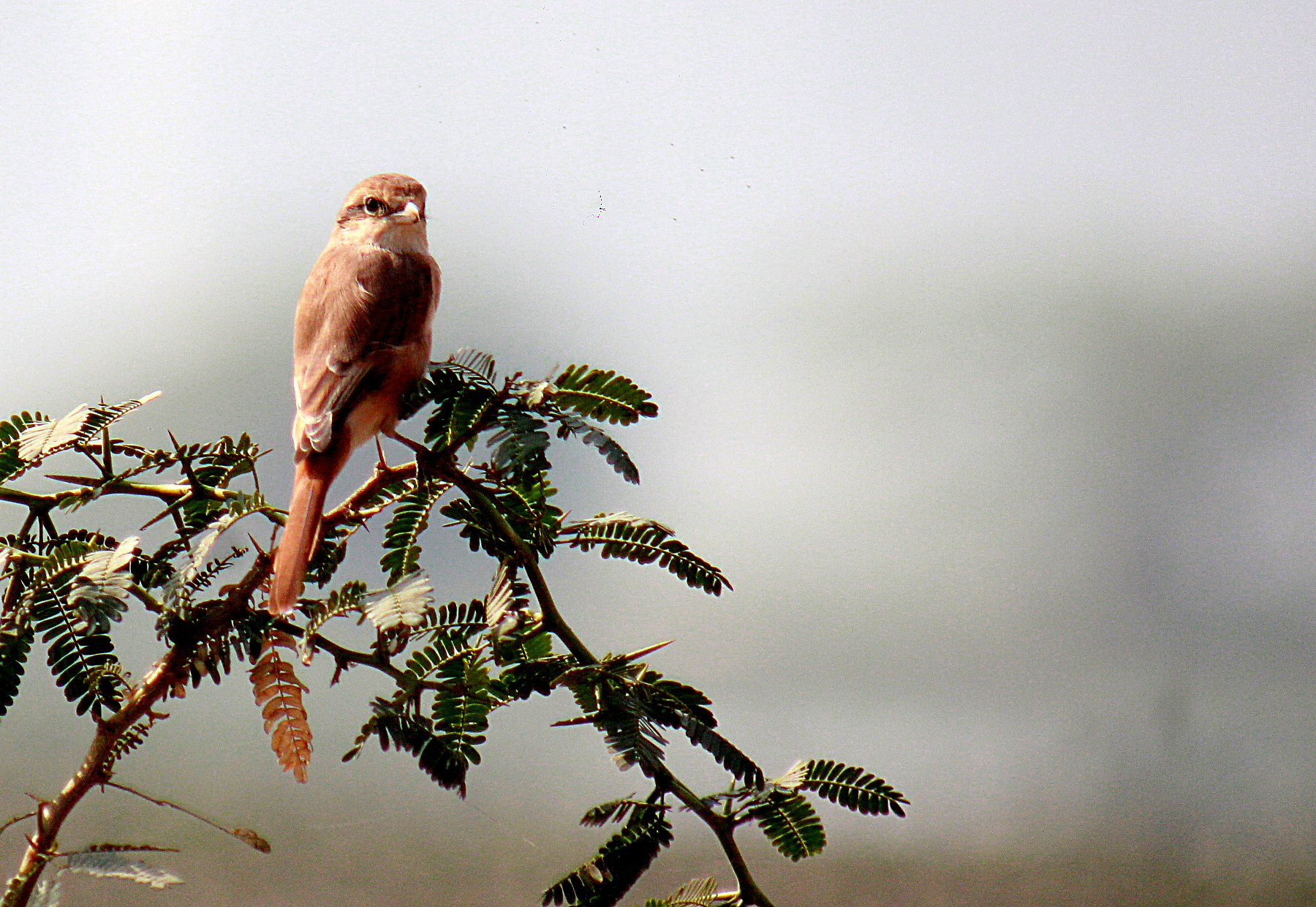
Esemplare nel distretto di Gurgaon.

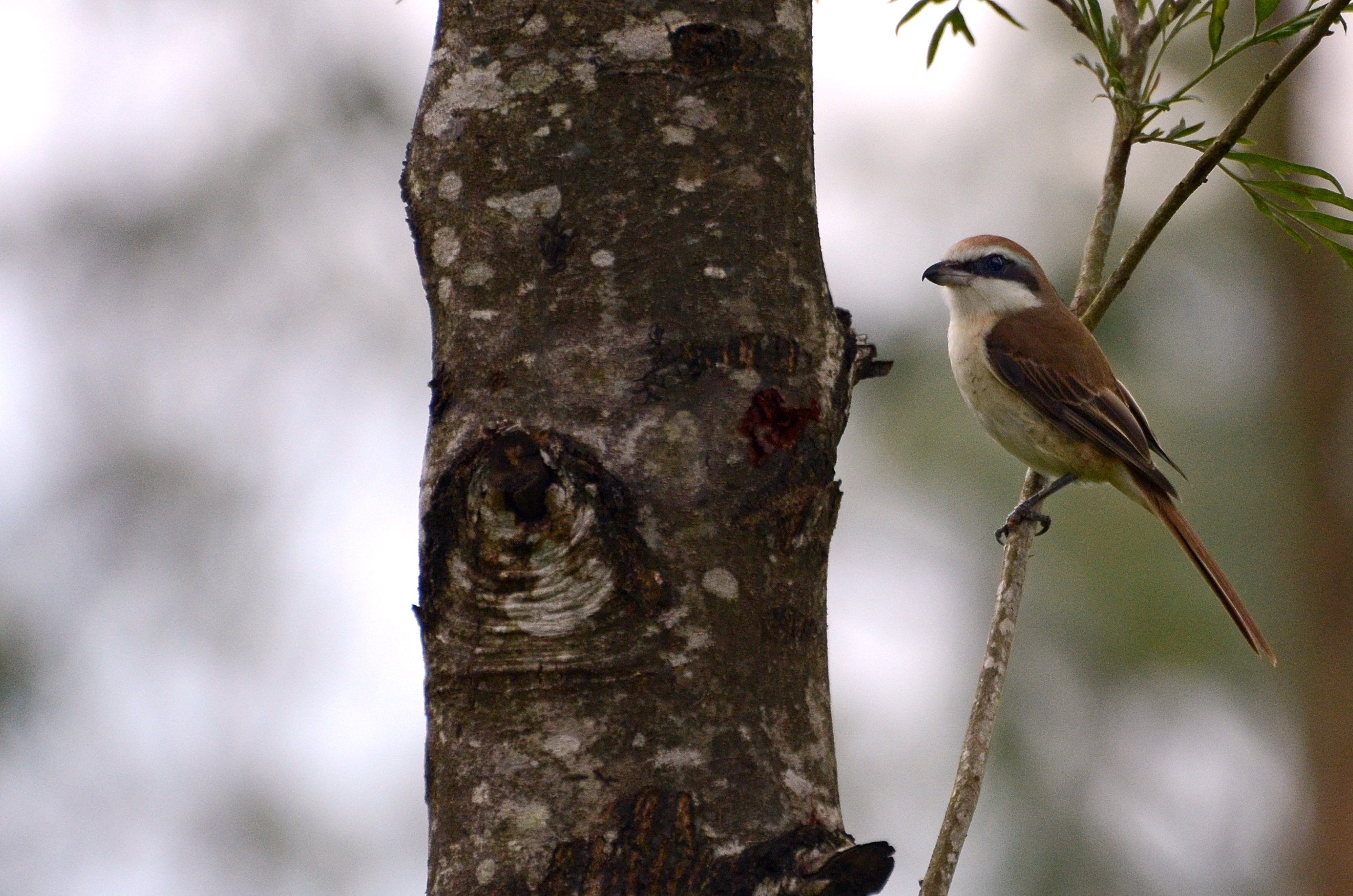
Maschio ad Anaimalai.

L'averla bruna è una specie a distribuzione asiatica: si tratta di uccelli migratori, nei quali l'areale riproduttivo e quello di svernamento non coincidono, con le uniche popolazioni stanziali che possono essere osservate nel sud-est della Cina.
L'areale riproduttivo di questi uccelli va dalla Siberia centrale alla Chukotka a sud fino al Pamir e alla Cina centrale e centro-orientale (e forse fino al distretto di Cachar nell'Assam) attraverso la Mongolia, la Kamchatka, le isole Curili, il Giappone,la Corea e la Manciuria: al sopraggiungere della stagione fredda le varie popolazioni migrano verso sud raggiungendo il subcontinente indiano (comprese le isole Andamane), il Sud-est asiatico, Taiwan o le grandi Isole della Sonda. Esemplari isolati in dispersione sono stati osservati in Europa e Nordamerica.
L'averla bruna è un uccello piuttosto versatile in termini di habitat, popolando un ampio range di territori che vanno dalla taiga alle aree semidesertiche financo alle aree urbane e suburbane, purché vi sia presenza di aree aperte con punti sopraelevati (abitazioni isolate, alberi o macchie arboree/cespugliose, pali della luce) dai quali osservare i dintorni.

## Tassonomia

Distribuzione geografica delle quattro sottospecie di averla bruna (in rosa, verde chiaro, giallo e blu).

Se ne riconoscono quattro sottospecie:
- Lanius cristatus cristatus Linnaeus, 1758 - la sottospecie nominale, diffusa nel nord dell'areale occupato dalla specie (dalla Siberia alla Kamchatka), svernante sulle coste del golfo del Bengala dallo Sri Lanka al Tenasserim;
- Lanius cristatus confusus Stegmann, 1929 - diffusa in Manciuria e Mongolia, svernante nella penisola malese e a Sumatra;
- Lanius cristatus lucionensis Linnaeus, 1766 - diffusa in Cina orientale, Corea, a Kyūshū e in Mongolia sud-orientale[20], svernante nel sud della Cina, a Taiwan, nelle Filippine e nel nord di Borneo e Sulawesi;
- Lanius cristatus superciliosus Latham, 1801 - diffusa nel territorio del Litorale, a Sakhalin, alle isole Curili e in Giappone (Honshū e Hokkaidō), svernante nel sud della Cina, ad Hainan, in Indocina, a Sumatra e a Giava;

La sistematica della specie è piuttosto tormentata: in passato è stata accorpata di volta in volta all'averla piccola (con la quale si ibrida nelle aree in cui gli areali delle due specie si sovrappongono) o l'averla isabellina, tuttavia le indagini genetiche hanno dimostrato che le tre specie sono distinte fra loro: all'interno del taxon si individuano tre cladi, con superciliosus e lucionensis equidistanti fra loro e da un sottoclade comprendente la sottospecie nominale e confusus.